# Lamagón
Lamagón (Lamagon Island) es una isla situada en Filipinas, adyacente a la de Mindanao. Administrativamente forma parte del barrio de Opong en el  término municipal de Taganaán perteneciente a  la provincia de Surigao del Norte situada en la Región Administrativa de Caraga, también denominada Región XIII.

## Geografía
Isla situada  15 km al este  de la ciudad de  Surigao; en el canal de Gutuán, al oeste de la  Bahía de Panag y frente a la isla de Nonoc.
Al sur se encuentra las islas de Maanoc y Panag,  que al igual que la de Condoha, más al sur y junto a la costa de Mindanao, forman parte del barrio de Opong.
Los islotes de Lamagón (Big Tagnepa Island) se encuentra al norte de esta isla y al oeste de Isla de Bilabid perteneciente al barrio de Manjagao, término de la ciudad de Surigao.